# La nave Stella Polare del Duca degli Abruzzi
La nave Stella Polare del Duca degli Abruzzi è un film del 1901 di Vittorio Calcina dedicato al Duca degli Abruzzi e alla sua nave Stella Polare.